# Schaduwvloot

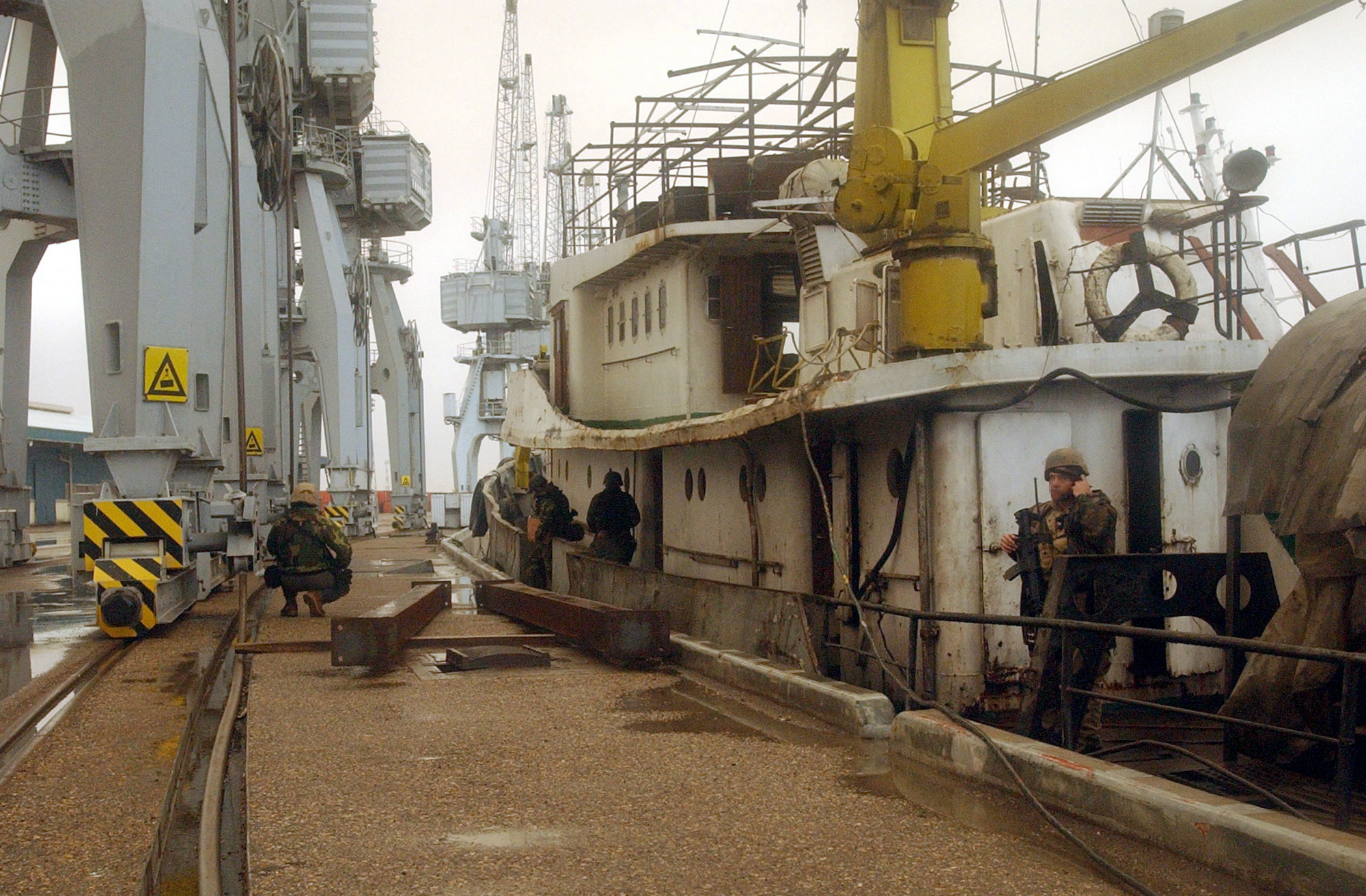
Inspectie van een mogelijk illegaal wapentransport (2003).

Een schaduwvloot, ook wel duistere vloot genoemd, zijn schepen of vaartuigen die verhullende tactieken gebruiken om sancties te vermijden, veiligheids- of milieuregelgeving te omzeilen, verzekeringskosten te ontduiken of andere illegale activiteiten te ontplooien.
Schaduwvloten zijn een directe reactie op economische sancties of internationale regulering. De term verwijst daarom breder naar onregelmatige praktijken en ontduikingen in het maritieme domein door het gebruik van niet-geregistreerde of frauduleuze schepen. Op die manier vervoerde goederen zijn vaak grondstoffen zoals olie en ijzer, luxegoederen, wapens en dergelijke. 
De Internationale Maritieme Organisatie (IMO) veroordeelde de onregelmatige praktijken herhaaldelijk, en opnieuw in een resolutie van 6 december 2023: “...dat de frauduleuze registratie van schepen, het bestaan van frauduleuze registers en daarmee verband houdende bedrieglijke scheepvaartpraktijken een ernstige bedreiging vormen voor de veiligheid en beveiliging van de internationale scheepvaart, met inbegrip van de veiligheid, het welzijn en de mogelijke criminalisering van de bemanning, de bescherming van het milieu; en dat ze de illegale handel over zee en het ontwijken van sancties en andere illegale activiteiten kunnen vergemakkelijken.”
Vaak – maar niet altijd – gaat het om oudere schepen, vooral olietankers, met twijfelachtige onderhoudsstatus, die ook vaak langs de Belgisch-Nederlandse kust varen.
De Belgische rederij CMB.Tech (het vroegere Euronav) verkocht na de invasie in Oekraïne schepen die nu worden gebruikt om Russische olie te vervoeren, sancties te omzeilen en Poetins oorlog te financieren. In totaal kregen westerse scheepseigenaars ruim 6 miljard euro voor meer dan 230 oude olietankers die nu meedraaien in de Russische schaduwvloot, blijkt uit onderzoek van De Tijd met buitenlandse media.

## Juridische basis

### Sancties
Alleen de VN-Veiligheidsraad heeft het exclusieve recht om internationaal geldige sancties op te leggen, in overeenstemming met Hoofdstuk VII van het Handvest van de Verenigde Naties. Deze sancties zijn juridisch bindend voor alle VN-lidstaten. Daarenboven kunnen individuele landen of groepen van landen nog eigen, unilaterale sancties opleggen, maar die zijn enkel bindend binnen de eigen jurisdictie. 

### Verzekering, uitrusting en onderhoud
Schepen die over zee goederen vervoeren, moeten voldoende verzekerd zijn, behoorlijk onderhoud krijgen en de nodige veiligheidsvoorzieningen hebben. De verplichting daartoe steunt op verdragen en regels van de Internationale Maritieme Organisatie (IMO), onder meer het CLC-verdrag, het LLMC-verdrag en het SOLAS-verdrag.

## Technieken
Schepen in de schaduwvloot maken gebruik van een of meer technieken om hun status of route te verdoezelen: 
- uitschakelen of manipuleren van de automatische identificatie- en radiosystemen zoals AIS, ATIS en MMSI waarmee schepen internationaal kunnen getraceerd worden. Toch merkt ook de  Internationale Maritieme Organisatie op dat een dergelijke uitschakeling op zichzelf geen bewijs is van illegale activiteiten, maar dan wel nader onderzoek kan rechtvaardigen[1]
- scheepsregistratie of her-registratie onder “Goedkope vlag” in landen met geringe administratieve controle, of zelfs het witwassen van de scheepsidentiteit met een nieuwe shell-registratie
- schip-naar-schip overslag van goederen, bijvoorbeeld op volle zee, waar controle afwezig is
- verdoezelen van de handelstransacties via brievenbusfirma’s en tussenpersonen, betalingen met cryptovaluta of door witwassen, en ruilhandel.

## Achterlating
Schepen kunnen om verschillende redenen achtergelaten worden. In de meeste gevallen gaat het om eigenaren die het schip achterlaten vanwege economische problemen, bijvoorbeeld door een faillissement, of omdat het opgeven minder kost dan de exploitatie voortzetten na betaling schulden of boetes, havengelden, lonen van de bemanning, enz. De achtergelaten schepen blijven, vaak met hun bemanning als “gijzelaars”, voor langere tijd in een haven liggen, met de bemanning onbetaald, en mogelijk gevaarlijke lading aan boord, zoals bleek bij de tragische explosie in de haven van Beiroet in augustus 2020. In veel gevallen kan de bemanning niet vertrekken zonder het recht op betaling te verliezen. 
Achterlating wordt als een ernstig probleem gezien in de scheepvaartsector, zeker wanneer het welzijn van zeelui in het gedrang komt.